# 1978-as labdarúgó-világbajnokság-selejtező
Az 1978-as labdarúgó-világbajnokság selejtezőire összesen 107 ország nevezett. A világbajnokságra rendező országként automatikusan kvalifikálta magát Argentína, valamint világbajnoki címvédőként az NSZK is automatikusan kijutott. Ezzel 14 fennmaradó hely maradt a világbajnokságon.
A 16 hely a következőképpen oszlik el:
- Európa (UEFA): 9,5 hely – 1 hely a vb-címvédő Németországnak, a fennmaradó 8,5 helyért pedig 31 válogatott versengett. A 0,5 hely győztese interkontinentális pótselejtezőn szerepelhetett (egy dél-amerikai csapat ellen)
- Dél-Amerika (CONMEBOL): 3,5 hely – 1 hely a rendező Argentínának, a fennmaradó 2,5 helyért 9 válogatott versengett. A 0,5 hely győztese interkontinentális pótselejtezőn szerepelhetett (egy európai csapat ellen)
- Észak- és Közép-Amerika, valamint a Karib-térség (CONCACAF): 1 hely, melyért 17 csapat versengett.
- Afrika (CAF): 1 hely, melyért 26 csapat versengett
- Ázsia (AFC) és Óceánia (OFC): 1 hely, melyért 22 csapat versengett

95 válogatott játszott legalább 1 mérkőzést a selejtezők során. Összesen 252 mérkőzést játszottak, ezeken 723 gól született (átlag: 2,73)
A selejtezők sorsolását 1975. november 20-án tartották Guatemalavárosban.

## A selejtezőből továbbjutott válogatottak
Továbbjutók
1. csoport: Lengyelország kijutott
2. csoport: Olaszország kijutott
3. csoport: Ausztria kijutott
4. csoport: Hollandia kijutott
5. csoport: Franciaország kijutott
6. csoport: Svédország kijutott
7. csoport: Skócia kijutott
8. csoport: Spanyolország kijutott
9. csoport: Magyarország játszhatott az interkontinentális pótselejtezőben
- Dél-Amerika:

Brazília és Peru kijutott. Bolívia játszhatott az interkontinentális pótselejtezőben.
- Észak-Amerika:

Mexikó kijutott.
- Afrika:

Tunézia kijutott.
- Ázsia és Óceánia:

Irán kijutott.

## Interkontinentális pótselejtező
1977. október 29., Budapest - Magyarország  –  Bolívia 6 – 0
1977. november 30., La Paz - Bolívia  –  Magyarország 2 – 3
Magyarország 9 – 2-es összesítéssel kijutott a világbajnokságra

## A világbajnokságra kijutott válogatottak
| Válogatott    | Részvételek száma | Egymás utáni részvételek | Utolsó részvétel |
| ------------- | ----------------- | ------------------------ | ---------------- |
| Argentína (r) | 7                 | 2                        | 1974             |
| Ausztria      | 4                 | 1                        | 1958             |
| Brazília      | 11                | 11                       | 1974             |
| Franciaország | 7                 | 1                        | 1966             |
| Magyarország  | 7                 | 1                        | 1966             |
| Irán          | 1                 | 1                        | -                |
| Olaszország   | 9                 | 5                        | 1974             |
| Mexikó        | 8                 | 1                        | 1970             |
| Hollandia     | 4                 | 2                        | 1974             |
| Peru          | 3                 | 1                        | 1970             |
| Lengyelország | 3                 | 2                        | 1974             |
| Skócia        | 4                 | 2                        | 1974             |
| Spanyolország | 5                 | 1                        | 1966             |
| Svédország    | 7                 | 3                        | 1974             |
| Tunézia       | 1                 | 1                        | -                |
| NSZK (c)      | 9                 | 7                        | 1974             |

(r) - Rendezőként automatikusan kijutott
(c) - Címvédőként automatikusan kijutott